# Galerie Kicken
La galerie Kicken est une galerie d'art allemande entièrement consacrée à la photographie. Fondée en 1974 à Aix-la-Chapelle, passée quelques années par Cologne, elle est installée à Berlin depuis 2000.

## Annexe